# Ekonomija pozornosti
Ekonomija pozornosti pristup je upravljanju informacijama gdje se ljudsku pozornost (pažnju) tretira kao rijetku robu i primjenjuje se ekonomska teorija za rješavanje raznih problema upravljanja informacijama. Prema Matthewu Crawfordu, »pažnja je resurs – osoba ga ima samo u ograničenom iznosu.«
Thomas H. Davenport i John C. Beck definiraju koncept pozornosti na sljedeći način: »Pozornost je usmjerena mentalna angažiranost na određenu informaciju. Stavke dolaze u našu svijest, bavimo se određenom stavkom, a zatim odlučujemo hoćemo li djelovati.«
Kako sadržaj postaje sve izdašniji i odmah dostupan, pozornost postaje ograničavajući čimbenik u potrošnji informacija. Snažan okidač ovog učinka je to što on ograničava mentalne sposobnosti ljudi, a također je ograničen i sam primitak informacija. Pažnja omogućuje filtriranje informacija, tako da se najvažnije informacije mogu izvući iz okruženja dok se nevažni detalji mogu izostaviti.
Softverske aplikacije eksplicitno ili implicitno uzimaju u obzir ekonomičnost pozornosti u svom dizajnu korisničkog sučelja na temelju spoznaje da ako korisniku treba predugo da nešto pronađe, pronaći će to putem druge aplikacije. To se postiže, na primjer, stvaranjem filtara kako bi se osiguralo da se gledateljima prezentiraju informacije koje su najvažnije, najzanimljivije i personalizirane na temelju njihovog prijašnjeg pretraživanja.

## Teorija
Istraživanja iz širokog spektra disciplina, koje uključuju psihologiju, kognitivnu znanost, neuroznanost, i ekonomiju, sugeriraju da ljudi imaju ograničene kognitivne resurse koji se mogu koristiti u bilo kojem trenutku, kada su resursi raspoređeni na jedan zadatak, resursi dostupni za druge zadatke bit će ograničeni. S obzirom na to da je pažnja kognitivni proces koji uključuje selektivnu koncentraciju resursa na danu informaciju, isključujući druge uočljive informacije, pažnja se može razmatrati u smislu ograničenih resursa obrade.

### Povijest
Koncept ekonomije pažnje prvi je teoretizirao psiholog i ekonomist Herbert A. Simon kada je pisao o nedostatku pažnje u svijetu bogatom informacijama:
U svijetu bogatom informacijama, bogatstvo informacija znači nedostatak nečeg drugog: oskudicu svega što informacije troše. Što informacija troši prilično je očito: ona troši pozornost svojih primatelja. Stoga obilje informacija stvara siromaštvo pažnje i potrebu da se ta pažnja učinkovito rasporedi između goleme količine izvora informacija koji bi je mogli zauzeti.
Primijetio je da su mnogi dizajneri informacijskih sustava netočno predstavili svoj problem dizajna kao nedostatak informacija, a ne kao nedostatak pažnje, i kao rezultat toga, izgradili su sustave koji su bili izvrsni u pružanju sve većih i većih količina informacija ljudima, dok su ono što je stvarno bilo potrebno bili sustavi koji su bili izvrsni u filtriranju nevažnih ili nebitnih informacija. 
Simonova karakterizacija problema preopterećenosti informacijama, kao ekonomskog, postala je sve popularnija u analizi potrošnje informacija od sredine 1990-ih, kada su pisci poput Thomasa H. Davenporta i Michaela Goldhabera usvojili izraze poput "ekonomija pažnje" (eng. "attention economy" and "economics of attention").

## Nematerijalna dobra
Prema stručnjaku za digitalnu kulturu Kevinu Kellyju, moderna ekonomija pozornosti sve je više ona u kojoj reproduciranje potrošačkog proizvoda ne košta gotovo ništa, a problem s kojim se suočava dobavljač proizvoda leži u dodavanju vrijednih nematerijalnih dobara koja se ne mogu reproducirati pod svaku cijenu. On te nematerijalne stvari identificira kao:
1. Odmah – prioritetni pristup, isporuka odmah
2. Personalizacija – skrojeno samo za vas
3. Tumačenje – podrška i vodstvo
4. Autentičnost – kako možete biti sigurni da je to prava stvar?
5. Pristupačnost – bilo gdje, bilo kada
6. Utjelovljenje – knjige, živa glazba
7. Pokroviteljstvo – "plaćanje jednostavno zato što se osjeća dobro"
8. Mogućnost pronalaženja – "Kada postoje milijuni knjiga, milijuni pjesama, milijuni filmova, milijuni aplikacija, milijuni svega što zahtijeva našu pažnju, a većina toga je besplatno, vrijedno je biti pronađen."

## Pažnja društva, kolektivna pažnja
Ekonomija pozornosti također je važna za društvenu sferu. Konkretno, dugoročna pažnja može se promatrati kroz pažnju koju osoba posvećuje upravljanju svojim interakcijama s drugima. Posvećivanje previše pozornosti tim interakcijama može dovesti do "preopterećenja društvene interakcije", tj. kada su ljudi preopterećeni u upravljanju svojim odnosima s drugima. Na primjer u kontekstu usluga društvenih mreža u kojima su ljudi predmet visoke razine društvenih provokacija. Digitalni mediji i internet olakšavaju sudjelovanje u ovoj ekonomiji stvaranjem novih kanala za distribuciju pozornosti. Obični ljudi sada imaju moć doprijeti do široke publike objavljivanjem vlastitog sadržaja i komentiranjem sadržaja drugih.
Društvena pažnja također se može povezati s kolektivnom pažnjom, tj. može se promatrati kako se "pažnja prema novim stvarima širi te na kraju nestaje među velikim populacijama".

## Primjene

### U oglašavanju
"Ekonomija pozornosti" pozornost potencijalnog potrošača tretira kao resurs. Oglašivači u tradicionalnim medijima slijedili su model koji je sugerirao da potrošači prolaze kroz linearni proces koji su nazvali AIDA – Pažnja, interes, želja i akcija (eng. Attention, Interest, Desire and Action). Pažnja je stoga glavna i prva faza u procesu obraćenja nepotrošača. Budući da su troškovi prijenosa oglašavanja potrošačima postali dovoljno niski s obzirom na to da se više oglasa može prenijeti potrošaču (npr. putem online oglašavanja) nego što ih potrošač može obraditi, pozornost potrošača postaje rijedak resurs koji treba biti uhvaćen. Kao takva, superfluidnost informacija može spriječiti donošenje odluka pojedinca koji nastavlja pretraživati i uspoređivati proizvode sve dok obećava da će pružiti više nego što on troši.
Oglašivači koji proizvode sadržaj koji privlači pažnju i koji se bez pristanka predstavljaju potrošačima bez naknade kritizirani su zbog krađe pažnje.

### Kontrola informacijskog zagađenja
Jedna prijava tretira različite oblike informacija (npr. spam, oglašavanje) kao oblik zagađenja ili 'štetne eksternalije'. U ekonomiji, eksternalija je nusproizvod proizvodnog procesa koji nameće teret (ili donosi koristi) stranama koje nisu namijenjeni potrošaču robe. Na primjer; onečišćenje zraka i vode su 'negativne' eksternalije koje opterećuju društvo i okoliš.
Tržišni pristup kontroli vanjskih učinaka opisan je u knjizi Ronalda Coasea The Problem of Social Cost (1960). Ovo je proizašlo iz članka o Federalnoj komisiji za komunikacije (1959.), u kojem je Coase tvrdio da je radiofrekvencijska interferencija negativna vanjska pojava koja se može kontrolirati stvaranjem vlasničkih prava.
Coaseov pristup upravljanju eksternalijama zahtijeva pažljivo određivanje vlasničkih prava i skup pravila za početnu dodjelu prava. Nakon što se to postigne, tržišni mehanizam može teoretski upravljati problemom eksternalija.

#### Spam putem e-pošte
Slanje ogromnog broja poruka e-pošte pošiljatelje neželjene pošte košta vrlo malo, budući da su troškovi poruka e-pošte raspodijeljeni na pružatelje internetskih usluga koji ih distribuiraju (i primatelje koji moraju posvetiti pozornost baveći se njima). Stoga je slanje što je moguće više neželjene pošte racionalna strategija: čak i ako se samo 0,001 % primatelja (1 od 100 000) pretvori u prodaju, kampanja neželjene pošte može biti isplativa. Naravno, vrlo je teško razumjeti odakle dolazi sav prihod budući da se ti poslovi vode preko proxy poslužitelja. Međutim, da nisu profitabilni, razumno je zaključiti da se više ne bi slali. Pošiljatelji neželjene pošte zahtijevaju vrijednu pozornost od potencijalnih kupaca, ali izbjegavaju platiti poštenu cijenu za tu pažnju zbog trenutne arhitekture sustava e-pošte.
Jedan od načina na koji bi se to moglo ublažiti je kroz implementaciju " Jamstva pošiljatelja " pri čemu pošiljatelji moraju objaviti financijsku jamčevinu koja se oduzima ako dovoljan broj primatelja prijavi e-poštu kao neželjenu poštu.
Usko je povezana ideja o prodaji "prava na prekid", odnosno malih naknada za pravo na traženje nečije pažnje. Cijena ovih prava mogla bi varirati ovisno o osobi koja je prekinula: prava na prekid za izvršnog direktora tvrtke s popisa Fortune 500 vjerojatno bi bila izuzetno skupa, dok bi prava učenika srednje škole mogla biti niža. Troškovi također mogu varirati za pojedinca ovisno o kontekstu, primjer toga može biti da bi oni rasli tijekom užurbane sezone praznika i padali tijekom iznimno vrućih ljetnih dana. Oni koji su prekinuti mogli bi odbiti naplatu svojih naknada od prijatelja, obitelji i drugih dobrodošlih ometača.
Još jedna ideja u tom smislu je stvaranje "obveznica pažnje", malih jamstava da neke informacije neće biti gubitak vremena primatelja. Kao i davatelji prava na prekid, primatelji mogu unovčiti svoje obveznice kako bi signalizirali pošiljatelju da je određena komunikacija gubitak njihovog vremena ili bi izabrali da ih ne unovče kako bi signalizirali da je dodatna komunikacija dobrodošla.

#### Web spam
Kako su tražilice postale primarno sredstvo za pronalaženje i pristup informacijama na webu, visoko rangiranje u rezultatima za određene upite postalo je vrijedna roba, zbog sposobnosti tražilica da usmjere pažnju tražitelja. Kao i drugi informacijski sustavi, web pretraživanje osjetljivo je na zagađenje: "Budući da web okruženje sadrži pothvate koji traže profit, strategije privlačenja pozornosti razvijaju se kao odgovor na algoritme tražilice".
Budući da se većina glavnih tražilica sada oslanja na neki oblik rangiranja web stranica (odnosno rekurzivnog brojanja hiperveza za web mjesto) za određivanje rangiranja rezultata pretraživanja, pojavilo se sivo tržište u stvaranju i trgovanju tim hipervezama. Sudionici na ovom tržištu sudjeluju u različitim praksama poznatim kao spam linkova, link farming i recipročno povezivanje.
Još jedno pitanje, slično prethodno razmatranom pitanju o tome treba li političke kampanje e-pošte smatrati spamom ili ne, jest što učiniti s politički motiviranim kampanjama poveznica (želja da se stvori veći broj poveznica koje vode na web stranicu)  ili Google bombama (web stranice koje su visoko rangirane tijekom pretraživanja). Trenutačno ih glavne tražilice ne tretiraju kao neželjenu web poštu, ali to je odluka koju su jednostrano donijele privatne tvrtke.

### Stvaranje potencijalnih kupaca
Plaćeni model uključivanja, kao i prodornije oglašivačke mreže poput Yahooa! Mreže izdavača i Google-ovog AdSense funkcioniraju tako da pozornost potrošača tretiraju kao vlasništvo tražilice (u slučaju plaćenog uključivanja) ili izdavača (u slučaju oglašivačkih mreža). Ovo se donekle razlikuje od upotrebe vlasničkih prava u pozornosti protiv neželjene pošte, koja pažnju pojedinca tretira kao vlastito vlasništvo.

## Vanjske poveznice
- Video podcast o ekonomiji pozornosti
- Projekt Ingenesist – sljedeća ekonomska paradigma